# Айтеке би (улица, Алма-Ата)
Улица Айтеке би (каз. Әйтеке Би көшесі; до 1918 — Балхашская, до 1991 — Октябрьская) — улица в городе Алма-Ата, находится в Медеуском и Алмалинском районах города.
Проходит между улицами Гоголя и Казыбек би с востока на запад от левого берега реки Малая Алматинка до улицы Айтиева.

## История
Первоначально улица носила название Балхашская. После революции улица недолго носила название Имени 19 Февраля, после получила названия Октябрьская.
После распада СССР переименована в честь бия Младшего жуза Айтеке би (1644—1700).
В мае 2023 года акиматом Алма-Аты было объявлено о планах пробить улицу Айтеке би на участке между улицами Байтурсынова и Досмухамедова.

## Структура улицы
Улица Айтеке би пролегает от Центрального парка культуры и отдыха до улицы Айтиева, имеет полную длину 3,794 км, из которых 3,085 км расположены в Алмалинском районе, 709 м — в Медеуском. Фактически улица не является цельной и разделена на 4 участка; первый, и часть второго расположены в Медеуском районе, часть второго, третий и четвёртый — в Алмалинском:
1. Начинается от левого берега реки Малая Алматинка, пересекает улицы Барибаева, Каирбекова, Абдуллиных, и прерывается на улице Калдаякова
2. Вновь возобновляется от улицы Тулебаева, пересекает проспект Назарбаева, улицу Панфилова, проспект Абылай хана, улицу Желтоксан, Наурызбай Батыра, проспект Сейфуллина, улицу Масанчи, прерывается на Байтурсынова
3. Вновь начинается на Досмухамедов, прерывается на Шарипова
4. Вновь возобновляется на улице Шагабутдинова, пересекает улицу Муратбаева, Кожамкулова, реку Есентай (Мост пешеходный), Муканова, Жумалиева, Байзакова, Чокина, Исаева, Нурмакова, и заканчивается на улице Айтиева